# Заліщицький фаховий коледж імені Є. Храпливого НУБіП України
Заліщицький фаховий коледж імені Є. Храпливого Національного університету біоресурсів і природокористування України — заклад вищої освіти, що функціонує в місті Заліщики Тернопільської области в Україні.

## Історія
Попередник коледжу — сільськогосподарський технікум, створений 1945 році на базі колишньої городничо-садівничої школи, що діяла від 1904 року. У 1975 році навчальний заклад реорганізовано у радгосп-технікум, а в 1988 — до нього приєднано Копичинецький сільськогосподарський технікум бухгалтерського обліку.
Постановою Кабінету Міністрів України від 29 травня 1997 року № 526 «Про вдосконалення мережі вищих та професійно-технічних навчальних закладів» Заліщицький радгосп-технікум  реорганізовано в технікум та переведено до сфери управління Національного аграрного університету.
22 лютого 2000 року постановою Кабінету Міністрів України Заліщицькому технікуму присвоєно ім'я визначного науковця і організатора кооперативного руху в західній Україні професора Євгена Храпливого.
Наказом ректора Національного аграрного університету № 80 від 2 квітня 2001 року змінено назву Заліщицького технікуму на Заліщицький державний аграрний коледж ім. Є. Храпливого НАУ.
19 червня 2006 року на базі Заліщицького державного аграрного коледжу ім. Є. Храпливого НАУ створено відокремлений структурний підрозділ Національного аграрного університету «Заліщицький аграрний коледж ім. Є. Храпливого».
15 грудня 2008 року Наказом ректора НАУ «Про перейменування відокремлених (структурних) підрозділів університету» коледж став Відокремленим підрозділом НУБіП України «Заліщицький аграрний коледж ім. Є. Храпливого».
Наказом Міністерства освіти і науки України № 708 від 28 травня 2020 року «Про перейменування відокремлених структурних підрозділів Національного університету біоресурсів і природокористування України» перейменовано відокремлений підрозділ Національного університету біоресурсів і природокористування України «Заліщицький аграрний коледж ім. Є. Храпливого» на відокремлений структурний підрозділ «Заліщицький фаховий коледж ім. Є. Храпливого Національного університету біоресурсів і природокористування України».

## Керівники
| № з/п | Роки      | Керівники закладу         |
| ----- | --------- | ------------------------- |
| 1     | 1904—1916 | Казімєж Бжезінський       |
| 2     | 1920-ті   | Владислав Кучера          |
| 3     | 1926—1928 | Владислав Кубік           |
| 4     | 1931—1936 | Інженер Мар'ян Літинський |
| 5     | 1936—1939 | Станіслав Стрелєц         |
| 6     | 1942—1944 | Олександр Гудзяк          |
| 7     | 1944—1945 | І. В. Лось                |
| 8     | 1945—1952 | Г. Ф. Біденко             |
| 9     | 1952—1959 | Г. Й. Желєзняк            |
| 10    | 1959—1971 | К. О. Березюк             |
| 11    | 1971—1974 | В. П. Нагорний            |
| 12    | 1974—1978 | Г. А. Кривуца             |
| 13    | 1978—1983 | В. О. Смеречанський       |
| 14    | 1983—1988 | Г. А. Кривуца             |
| 15    | 1988—2005 | М. І. Олійник             |
| 16    | з 2005    | В. С. Глова               |

## Професії
Готує спеціалістів освітньо-кваліфікаційних рівнів «молодший спеціаліст» і «бакалавр» за спеціальностями:
- на агрономному відділенні — «плодоовочівництво та виноградарство», «агрохімія»;
- на економічному — «бухгалтерський облік», «економіка підприємництва», «комерційна діяльність».

Факультативно студенти освоюють суміжні робітничі професії.
При коледжі функціонують 3ахідноукраїнський регіональний центр фермерства й опорний пункт Молдовського інституту кукурудзи та сорго.

## Кадровий склад
Сьогодні в коледжі працюють:
- штатних викладачів — 88 осіб;
- сумісників — 4 особи.

Серед штатних педагогічних працівників мають:
- кандидати наук — 3 особи;
- педагогічне звання «Викладач-методист» — 25 осіб;
- педагогічне звання «Старший викладач» — 4 особи;
- вищу кваліфікаційну категорію — 49 осіб;
- почесне звання «Відмінник освіти України» — 16 осіб;
- почесне звання «Відмінник аграрної освіти та науки» — 1 особа;
- почесне звання «Заслужений викладач НУБіП України» — 9 осіб.

Навчаються в аспірантурі — 2 особи.

## Випускники
- Випускники Заліщицького аграрного коледжу